# Calamanthus
Calamanthus là một chi chim trong họ Acanthizidae.